# Рут Ланге
Рут Ланге (дан. Ruth Lange) била је данска кајакашица, учесница 1. Светском првенству 1938. у Ваксхолму. 
Такмичила се у обе женске дисциплине које су биле у програму.  Код прве К-1 600 м заузела је 6. место. У другој, К-2 600 м у пару са Бодил Тирстед заузела је треће место и освојила бронзану медаљу.